# Горева, Елизавета Николаевна
Елизаве́та Никола́евна Го́рева (1859—1917) — русская драматическая актриса.

## Биография
В 15 лет (1874 год) дебютировала на сцене. Играла во многих провинциальных антрепризах. В 1880 г. в Вильне впервые сыграла Марию Стюарт в одноимённой пьесе Ф. Шиллера, ставшую её коронной ролью.
Горева с успехом работала в Берлине и Лейпциге (1886), где играла по-русски, с немецкими артистами, «Адриенну Лекуврер», «Марию Стюарт» и «Даму с камелиями».
В 1889 году в Москве создала свой Театр Горевой, куда в качестве руководителя приглашен был П. Д. Боборыкин, впрочем, скоро отдалившийся от этого дела. Собственного помещения у театра не было, и арендовался дом купца Г. М. Лианозова по адресу: Камергерский переулок № 3 (на этом месте позже разместилось здание МХТ). В театре Горевой играли М. В. Дальский, М. М. Петипа (сын знаменитого М. И. Петипа), Н. П. Рощин-Инсаров, Е. П. Корчагина-Александровская, Н. П. Анненкова-Бернар, Л. И. Градов-Соколов, В. А. Сашин, Н. П. Россов, Н. Н. Синельников и др. В некоторых спектаклях участвовал её муж, артист Императорских театров Ф. П. Горев. 15 января 1891 года на сцене Театра Горевой состоялся дебют оперного исполнителя Л. В. Собинова.
Театр просуществовал два года (1889—1891), хотя успех постановок был несомненный, но материально театр себя не окупал — спектакли шли «без материального успеха, хотя в её труппе находились выдающиеся провинциальные силы, репертуар был образцовый». Е. Н. Горева вернулась на провинциальные сцены.
«Попытки попасть на Императорскую сцену не увенчались успехом, несмотря на три удачных дебюта», — отмечает «ЭСБЕ»; только в 1895 г. была принята по Высочайшему повелению на Александринскую сцену (до того дебютировала, сейчас это называется — «показывалась»: в 1882 и 1885 годах), но пробыла на ней только год.
В 1904 году играла в гастрольной труппе П. Н. Орленева.
«ЭСБЕ» характеризует её творчество так: «Несомненное, но неровное дарование Г. не отличается законченностью. Репертуар её по преимуществу мелодраматический».
Театральная энциклопедия отмечает: «Горева обладала классической красотой, красивым голосом, большим сценическим темпераментом, но порой проявляла некоторую склонность к ложному пафосу».
Скончалась 18 июля 1917 года в Старой Руссе от разрыва сердца. Похоронена в Старой Руссе у монастырской церкви.

## Роли
Мария Стюарт («Мария Стюарт» Ф. Шиллера), Медея (в драме А. С. Суворина и В. П. Буренина), Иоанна
д'Арк («Орлеанская дева» Ф. Шиллера), Адриена Лекуврер (пьеса Э. Скриба), Сестра Тереза, Иоанна («Сумасшествие от любви» Тамайо-и-Бауса), Софья («Правительница Софья»), Маргарита Готье («Дама с камелиями» А. Дюма-сына) и др.